# Budello (fiume)
Il Fiume Budello, o comunemente chiamato Budello, è un fiume italiano della Calabria meridionale.

## Descrizione
Il fiume Budello è formato da tre ruscelli: Il Pèlissa che sgorga in agro del comune di Taurianova, invece, nei pressi del centro abitato di Rizziconi prende il nome di S. Angelo; il Lavina, che sgorga nella contrada Vena di Rizziconi, alimenta il nuovo acquedotto comunale; infine c`è il Drosi (chiamato così perché scorre vicino a Drosi, ma che adesso è detto Canciano). Il fiume scorre lungo la "Valle Omena" di Gioia Tauro, ed infine sfocia accanto alla diga foranea sud del Porto della città. Questo fiume attraversava con un percorso tortuoso (dando il nome Budello) tutte le campagne e non solo, in agro di Rizziconi e di Gioia Tauro.